# Мадинакай
Мадинакай (баш. Мәҙинәкәй, тат. Мәдинәкәй) — башкирская и татарская лирическая народная песня узун-кюй. Встречается также у сибирских татар.

## История
Народная песня Мадинакай протяжного жанра узун-кюй была записана в 40-е годны XX века композитором Загиром Гариповичем Исмагиловым. Впервые опубликована в сборнике «Башкорт халыҡ йырҙары». Другие варианты песни записывали певцы и композиторы К. М. Дияров, С. А. Галин, Ф. Х. Камаев, И. В. Салтыков, Н. Д. Шункаров.
Вариант сибирских татар был записан в деревне Лайтамак Тобольского района Тюменской области у Кучемовой Хавы 1894 года рождения.
Песня написана на основе легенды о тяжёлой судьбе девушки Мадины, которую выдали за нелюбимого человека. После недолгой жизни Мадина овдовела. По традиции на вдове женился младший брат бывшего. В другой версии, Мадина выходит замуж по любви. Сыновья местных богачей завидовали счастью молодых. Однажды они поймали и убили её мужа. Узнав об этом, Мадина также умирает с горя. В варианте песни, записанном Мухутдином Тажетдиновым, воспевается красота девушки. Этот вариант по смыслу служит продолжением первого варианта. Лирический герой, любящий Мадину мирится с положением любимой.
В разных вариантах девушка упоминается так: «Мадинакай, цветочек кудрявый», «Мадинакай — моя красавица кудрявая». У башкирского народа есть примета: если у человека кудрявые волосы, то ему уготована извивающаяся и непредсказуемая судьба. Упоминание об этом в песне в символичной форме определяет всю жизнь девушки Мадины.
Песня имеет лирический характер, переменную метроритмическую структуру. Движение мелодии то восходящее, то нисходящее. Такой прием придаёт песне выразительность.
Обработка песни Мадинакай для голоса и фортепиано проводилась композитором Н. Ш. Губайдуллиным.

## Исполнители
Песню в разное время исполняли певцы Ильгам Шакиров, Закий Махмутов, Сулейман Абдуллин, Карим Дияров, Мингол Галиев.